# Frans Joachim Ehrenstrahl
Frans Joachim Ehrenstrahl (före adlandet Gerdes), född 25 juli 1670 i Stockholm, död 9 oktober 1735 var en svensk riksdagsman och landshövding. Han var son till Johann Gerdes, styvson till David Klöcker Ehrenstrahl.
Frans Joachim Ehrenstrahl var son till oberpastorn vid Tyska församlingen i Stockholm Johannes Gerdes. Fadern avled då han bara var tre år och 1681 gifte modern Emerentia Baumann om sig med hovmålaren David Klöcker Ehrenstrahl. Frans Joachim studerade då redan sedan 1680 vid Uppsala universitet, men han kom att stå sin styvfar nära och kort före dennes död fick han tillstånd att upptas i dennes adliga ätt. Då hade han 1694 blivit kanslist i utrikesexpeditionen och 1696 registrator i livländska expeditionen. Frans Joachim Ehrenstrahl blev därefter referendariesekreterare vid tyska expeditionen 1699, sekreterare där 1710, kansliråd 1713 och statssekreteerare i Krigsexpeditionen 1714. Han avsattes för ämbetsförseelse 1717. Ehrenstrahl var ledamot av riksdagen för ridderskapet och adeln vid riksdagarna 1719-1720, 1726-1727 och 1731 och därunder ledamot av sekreta utskottet 1720 och 1726. Han upphöjdes 1731 till friherrligt stånd.
Ehrenstral blev landshövding i Stockholms län 14 augusti 1727 och, efter byte, i Skaraborgs län 6 augusti 1733.